# مضيق المد والجزر

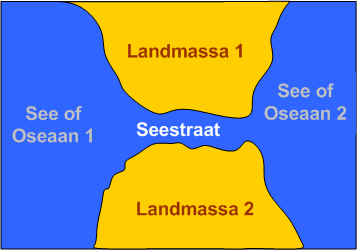
مضيق المد والجزر ، بين اثنين من اليابسة

مضيق المد والجزر (بالإنجليزية: Tidal strait)‏ هو ليس نهرًا من الناحية الفنية، لكنه مضيق يربط بين محيطين أو بحرين . مضيق المد والجزر هي عبارة عن ممرات بحرية ضيقة يتدفق من خلالها تيارات المد والجزر . يكون تيار المد والجزر عادة أحادي الاتجاه، ولكن في بعض الأحيان يمكن أن يكون ثنائي الاتجاه. تتكون في كثير من الأحيان من أصل تكتوني .تنشأ فيها التيارات بسبب اختلافات الارتفاع بين أحواض المياه عند كلا الطرفين. بسبب المد والجزر ، يمكن أن تتجمع الرسوبيات في مضيق المد والجزر.

## انظر أيضا

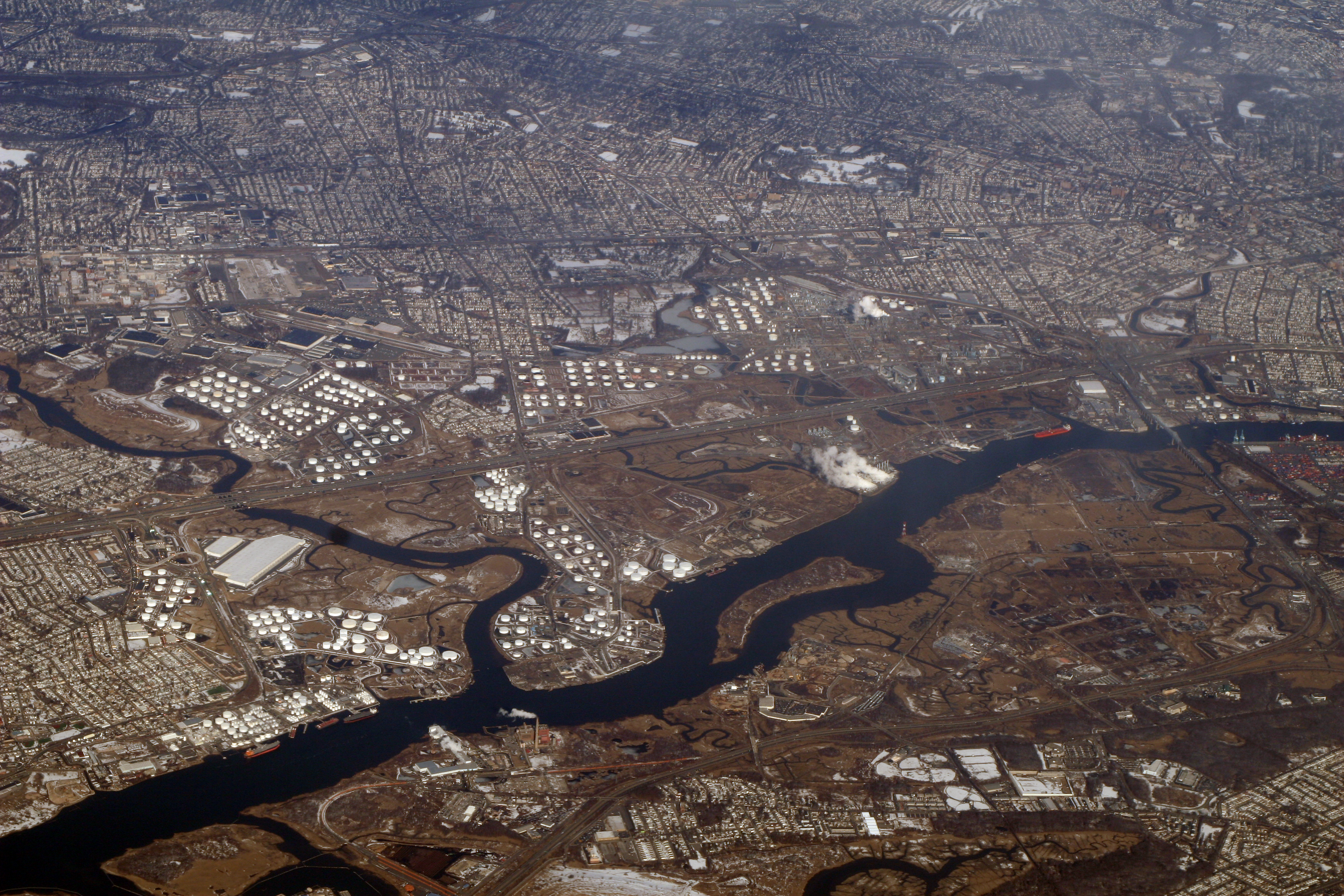
آرثر كيل مضيق المد والجزر ، جزيرة برال مرئية

## الروابط الخارجية والمراجع
- نموذج ترسيخ قائم على وجه لمضايق المد والجزر القديمة والحديثة والمحدودة بشكل تكتوني
- البحث عن مضيق المد والجزر: ملاحظات من بعض دراسات الحالة الميدانية
- ملاحظات على حطام السفن في مقبرة سفينة آرثر كيل